# Shigeho Tanaka
Pour les articles homonymes, voir Tanaka.
Shigeho Tanaka (田中 茂穂, Tanaka Shigeho) est un ichtyologiste japonais, né le 16 août 1878 à Kōchi et mort le 24 décembre 1974. Il est considéré comme le père de l'ichtyologie japonaise.

## Biographie
Après l'obtention de son diplôme de zoologie à l’université de Tokyo en 1903, il se spécialise sur les poissons. Peu de temps après, il devient l'éditeur d'un mensuel de zoologie en japonais. Il quitte cette fonction en 1910 pour créer une revue sur les poissons, Gyogaku-zasshi, mais elle ne paraît que peu de temps. En 1913, il lance une série décrivant et illustrant les poissons du Japon. La série comptera 48 volumes en 1930, en japonais ou en anglais, et où seront décrites 287 espèces, 41 étant nouvelles pour la science.
Il est professeur de zoologie. Il fait paraître de nombreuses publications sur les poissons et en particulier sur les requins. Il signe un livre sur les poissons japonais avec l’ichtyologiste américain David Starr Jordan (1851-1931) et John Otterbein Snyder (1867-1943).

## Liste partielle des publications
- 1913. A catalogue of the fishes of Japan. J. Coll. Sci. Imp. Univ. Tokyo, Vol. 33 (article 1): 1-497.

## Source
- Keiichi Matsuura (1997). Fish Collection Building in Japan, With Comments on Major Japanese Ichthyologists, Collection building in ichthyology and herpetology, Theodore W. Pietsch et William D. Anderson (dir.), Special publication, number 3, American Society of Ichthyologists and Herpetologists : 171-182.  (ISBN 0-935868-91-7)